# Малыгин, Александр Владимирович
Алекса́ндр Влади́мирович Малы́гин (укр. Олександр Володимирович Малигін; 27 ноября 1979, Ворошиловград, СССР) — украинский и российский футболист, защитник, футбольный тренер.

## Карьера
Начинал карьеру в луганской «Заре», за которую играл с 1996 по 1998 год в первой украинской лиге.
В 1998 году перешёл в «Ростсельмаш». Сначала выступал за «Ростсельмаш-2» во втором дивизионе, затем стал игроком основной команды. 17 июля 1999 года дебютировал в Кубке Интертото в матче против хорватского «Вартекса», заменив на 89-й минуте Богдана Есыпа и на 90-й минуте забил победный гол. В сезоне 1999/00 был отдан в аренду в «Кривбасс».
В высшем дивизионе дебютировал 12 ноября 2000 года, в матче 30-го тура против «Факела», выйдя на замену на 74-й минуте вместо Самата Смакова. Всего за «Ростсельмаш» сыграл 29 матчей и забил 1 гол.
В 2003 году перешёл в «Терек», однако за клуб не провёл ни одного матча и в июне ушёл в «Урал». В 2004 году занял первое место во втором дивизионе в зоне «Урал-Поволжье». В 2005 играл в ростовском СКА, после чего летом вернулся в «Зарю». До 2006 года он сыграл 47 матчей и по окончании первого круга сезона 2006/07 ушёл в «Мариуполь». Во втором круге Малыгин сыграл 9 матчей и забил один гол.
С 2007 — в азербайджанском «Симурге». В 2010 играл в «Закарпатье».
В 2011 году перешёл в «Торпедо», который покинул в июле 2012 года в связи с обвинением в договорных матчах, предъявленных ему клубом. Летом 2012 года перешёл в «Ротор».
8 августа 2015 года сыграл за сборную ЛНР в товарищеском матче против ДНР (4:1).
В настоящее время работает тренером в футбольной академии Луганска. Также тренирует команду «Далевец» (Луганск), с которой в 2017 году стал победителем чемпионата ЛНР. В 2023 году возглавил луганскую «Зарю», выступающую в Кубке Содружества.

## Личная жизнь
Отец Владимир Ильич (род. 1948) и брат Юрий (род. 1971) тоже были футболистами.